# Vessant

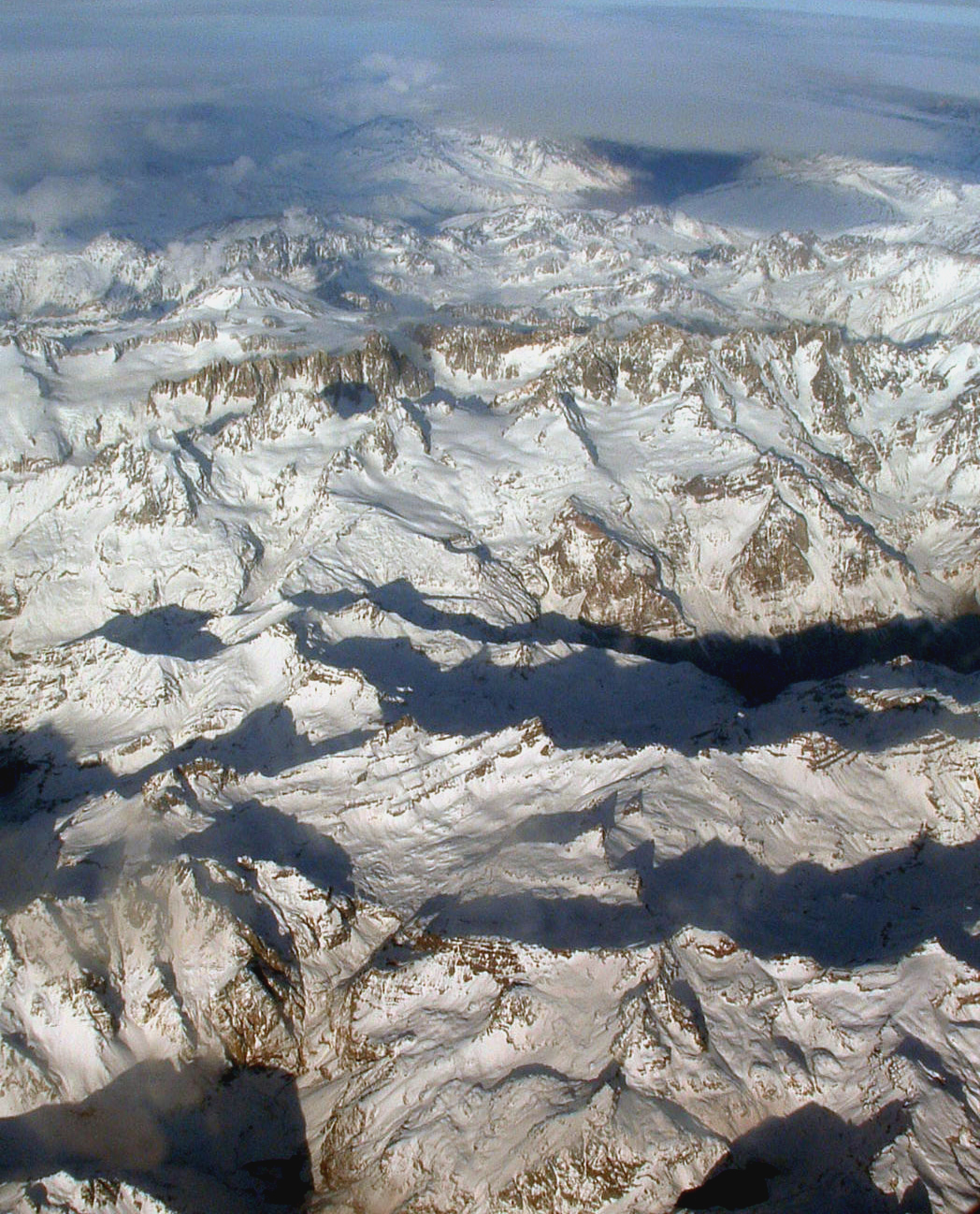
Diversos vessants dels Andes

Un vessant en geomorfologia és una superfície inclinada (coster) d'una muntanya pel qual baixen les aigües i que uneix el tàlveg i la carena. Dos vessants, separats o no per una superfície plana al fons de la vall formen un interfluvi. Les valls es caracteritzen pels pendents i les formes dels seus vessants. Els vessants presenten un aspecte molt variat, que depèn de l'estructura i la composició litològica del sòl i també, del clima i de la vegetació. El perfil d'un vessant pot ser regular o irregular (és a dir, amb trencaments de pendent). Els pendents regulars són llisos amb una capa de regolita que emmascara les irregularitats de la roca. Els pendents són irregulars quan el coster és en forma de barrancs, amb cingles, amb alternança de rosts i escarpaments rocallosos i zones de menor declivi cobertes de regolita, etc. El conjunt dels vessants que porten l'aigua per un mateix riu, llac, riu subterrani es coneix com a conca hidrogràfica i el conjunt de totes les conques hidrogràfiques que van a parar al mateix mar és el vessant hidrogràfic. Un vessant es caracteritza per:
- L'altitud i desnivell
- el pendent
- el perfil: regulars i irregulars
- la superfície: sòl, afloraments rocosos
- l'exposició al sol (solana i obaga)
- la vegetació (classificació per nivells de vegetació)
- el desenvolupament per l'home (feixes, etc.)